# Erhart Küng

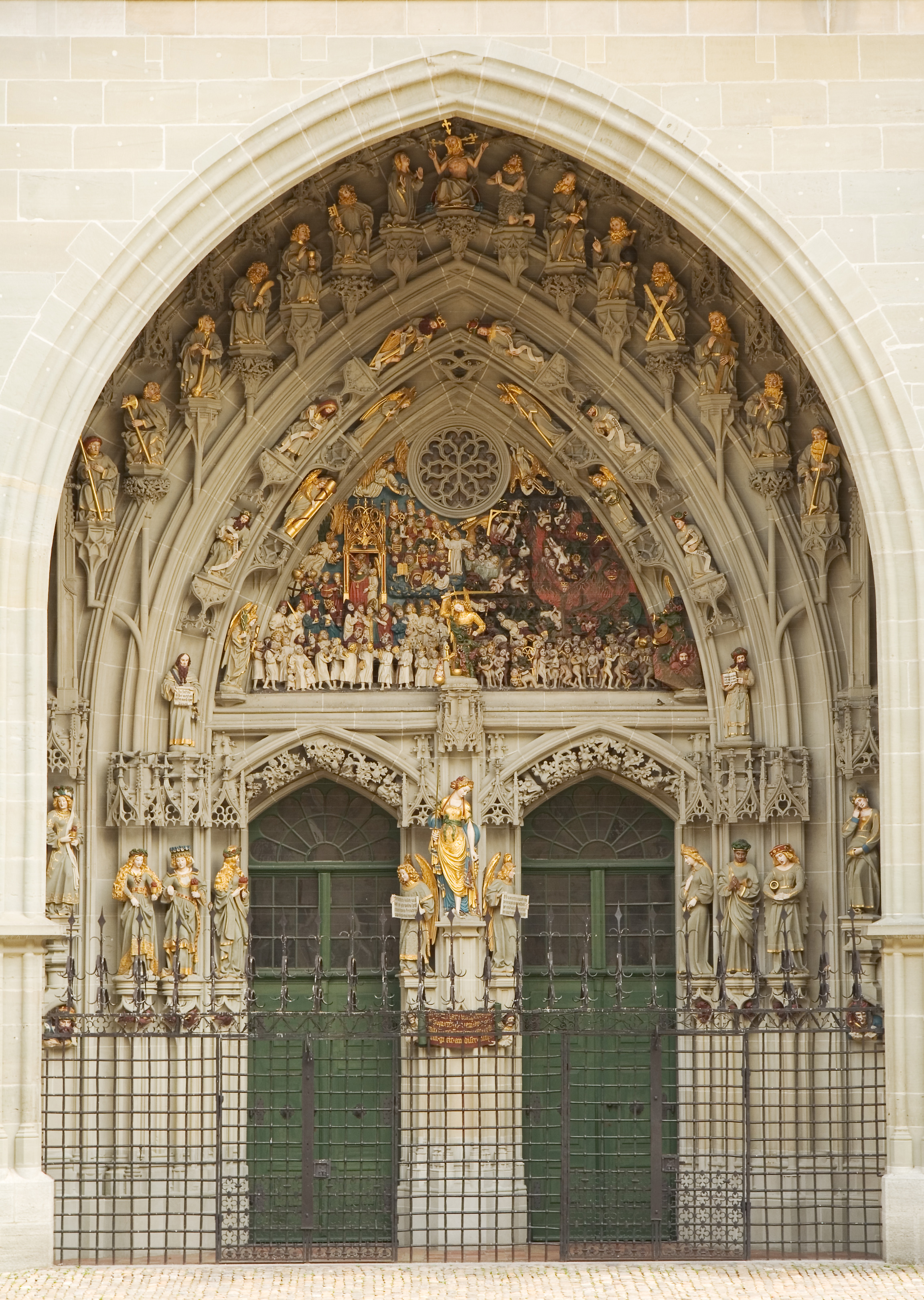
Portale del collegiata di Berna

Erhart o (Erhard) Küng (Stadtlohn, 1420 circa – 1507) è stato uno scultore svizzero-tedesco. È considerato il più importante artista quattrocentesco della città di Berna.

## Biografia
Dopo l'apprendistato di scalpellino e una iniziale attività come itinerante, attorno al 1455 si stabilì a Berna. Dal 1460 fu membro del Gran Consiglio bernese. Fu nominato responsabile delle costruzioni della città e nel 1483 Münsterwerkmeister, capo della fabbrica della collegiata.
In questa chiesa è presente la sua opera più importante, il Giudizio Universale scolpito sul portale occidentale. Realizzato tra il 1460 e il 1483 con l'apporto di vari collaboratori. L'opera, sopravvissuta alla distruzione iconoclasta della Riforma protestante, consta di 47 statue principali, attualmente custodite nel Historisches Museum di Berna con copie nel portale e di 170 figure minori, ancora presenti in sito.
Gli sono attribuite diverse altri capolavori come l'Ecce Homo della certosa di Thorber a Krauchthal; gli altari lignei della cattedrale di Sion e della parrocchiale di Ernen in Vallese; il Crocifisso di Heinrich IV von Bubenberg e l'Arcangelo Michele di Niklaus von Scharnachtal.

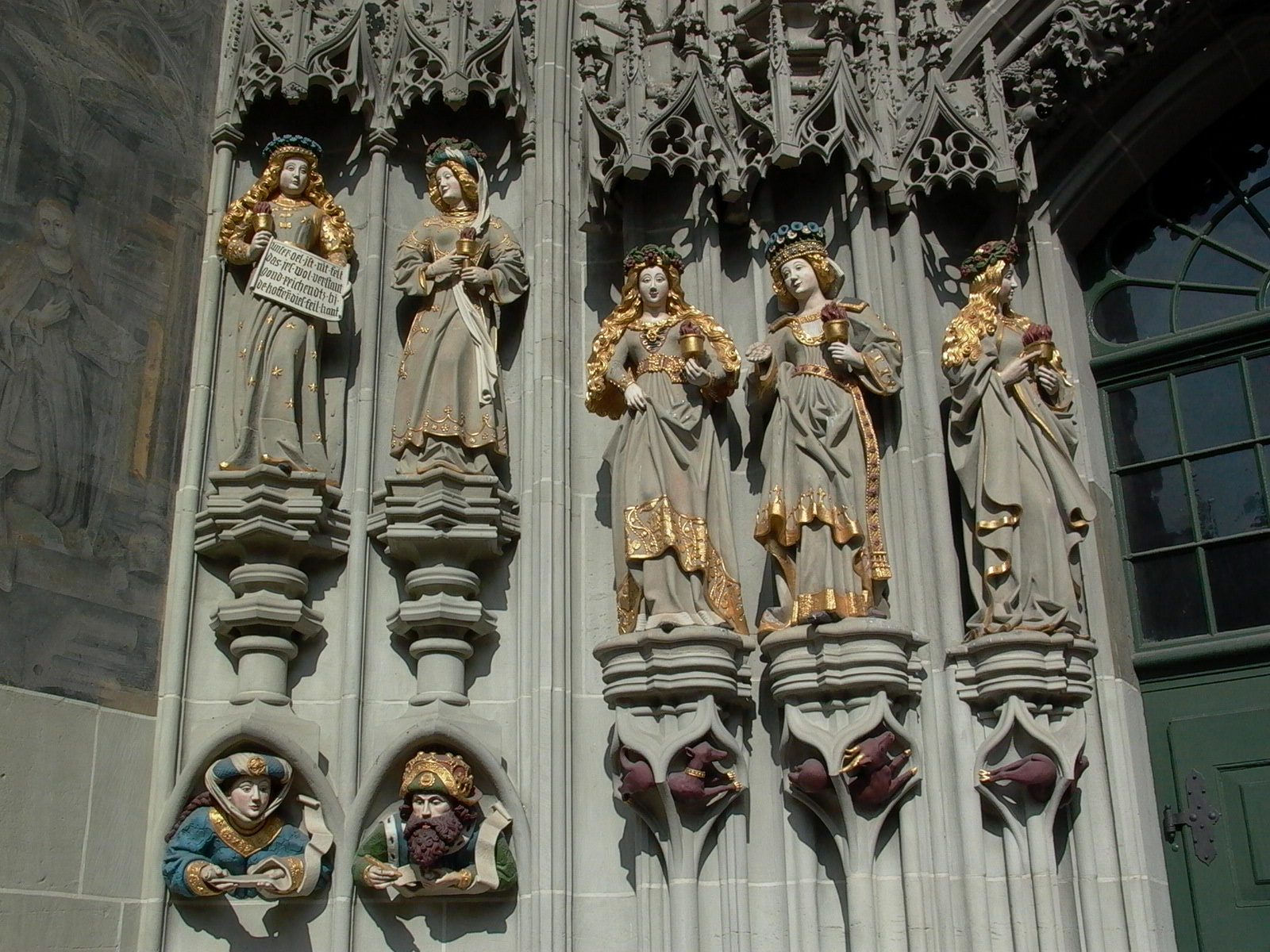
Le vergini sagge di Erhart Küng (repliche, gli originali sono nel museo storico)